# Julieta Strausz
Julieta Strausz (Rio de Janeiro) é uma miss brasileira com ascendência húngara que ficou famosa na década de 60 por ter conquistado o vice-campeonato do Miss Brasil 1962.

## História
Nascida no Rio de Janeiro, Julieta completou o ensino médio e foi para Suíça estudar línguas durante dois anos. Lá estudou inglês, francês e alemão. Quando regressou, passou a trabalhar como secretária na indústria de seu próprio pai (indústria de artigos de nylon).

## Concursos de Beleza

### Miss São Paulo
Realizado no salão da "Sociedade Hebraica", Julieta venceu o concurso Miss São Paulo em 1962 representando o Círculo Esportivo Israelita. Deixou na segunda colocação a "Miss Interior" Sílvia Haje e na terceira posição a "Miss Paulistana" D'Elia. Na época, a revista O Cruzeiro deu destaque ao concurso, estampando as medidas de Julieta: 1.67m de altura, 61cm de cintura, 93chm de busto e quadril, 56cm de coxa e 21cm de tornozelo. Disputaram o estadual doze (12) candidatas, tendo entre os jurados o ex-ministro Ulysses Guimarães.

### Miss Brasil
Uma das mais aplaudidas no Maracanãzinho, Julieta alcançou a segunda colocação do concurso nacional que elegeu a baiana Maria Olívia Rebouças Cavalcanti como a mais bela do País naquele ano. O certame, disputado no dia 19 de Junho, fez com que Julieta acumulasse 55 pontos e a fizesse ser a representante do Brasil no Miss International Beauty Pageant, na época realizado em Long Beach, nos Estados Unidos.

### Miss Beleza Internacional
Em Long Beach, na 3ª edição daquele concurso, Julieta não se classificou. A vitoriosa foi a colega de quarto da brasileira, a australiana Tania Verstak. Na revista "O Cruzeiro" de 1º de Setembro de 1962, o senhor Vincent Trotta, que acompanhou a representante do Brasil, declarou:
| “ | Juízes latino-americanos e orientais prejudicaram Miss Brasil, que merecia ter sido, pelo menos, finalista. | ” |

Os jurados daquela fatídica noite, que levou Julieta às lágrimas, foram: Jorge Sueldo Pineyro, da Argentina; Alberto Varga, do Peru; Dirma Pardo de Carugatti, do Paraguai; Chang Key-Young, da Coreia do Sul e Miiko Taka, do Japão. Os jurados classificaram apenas três (3) sul-americanas, as europeias dominaram aquela edição, com seis (6) semifinalistas.
Após a final, segundo a revista "O Cruzeiro", Julieta fugiu dos reporters e chegou a declarar que não voltaria mais para o Brasil. À Julieta coube o título de "Miss Dinamismo", por ter sido intérprete de outras candidatas. Seu traje típico foi de "apanhadora de café", alusão à principal fonte cafeeira paulista.

## Hoje em Dia
Julieta foi madrinha da primeira filha da Miss Guanabara, Vera Lúcia Saba, terceira colocada no Miss Brasil 1962 (Kátia Virgínia). Atualmente Julieta mora em Volta Redonda, no Estado do Rio de Janeiro, é aposentada e também é criadora de cães da raça yorkshire e bulldog francês.